# Tomislav (ime)
Tomislav je hrvatsko muško ime. Slavenskoga je podrijetla. Nije svetačko već je narodno ime i potječe od latinske riječi dominus (vladar, gospodar) i slavus (Slaven, slavenski). Prema tome, ime Tomislav ima značenje gospodara Slavena ili slavenskoga vladara (Dominus Slavus). Ime je dano prvome hrvatskom kralju od strane njegovih saveznika. Slaveni su tada (prije svega Hrvati) prilagodili ime svome jeziku spajajući riječi Dominus i Slavus ali pogrešno izgovarajući prvo slovo d kao t, tako formirajući ime Tomislav. Ime Tomislav se koristi u Hrvatskoj, Srbiji, Sloveniji, Bosni, Crnoj Gori, Makedoniji, Bugarskoj, Albaniji, Češkoj, Slovačkoj, Austriji, Mađarskoj (Tomiszláv) i Poljskoj (Tomisław).
Tomislav je jedno od najpopularnijih imena i ubraja se među deset najčešćih muških imena u Hrvatskoj, gdje danas živi preko dvadeset tisuća ovakih imenjaka.

## Poznate osobe imenom Tomislav
- Tomislav, prvi hrvatski kralj
- Tomislav II., de jure kralj u doba NDH
- Tomislav Bralić, hrvatski pjevač
- Tomislav Butina, hrvatski nogometni vratar
- Tomislav Crnković, hrvatski nogometaš
- Tomislav Dretar, hrvatski romanopisac
- Tomislav Ivčić, hrvatski pjevač
- Tomislav Ivić, hrvatski nogometni trener
- Tomislav Ivković, hrvatski nogometni vratar, trener
- Tomislav Jelić, hrvatski glazbenik
- Tomislav Karađorđević, jugoslavenski princ i brat kralja Petra II.[2]
- Tomislav Karamarko, predsjednik HDZ-a i bivši ministar unutarnjih poslova RH
- Tomislav Karlo, hrvatski plivač
- Tomislav Krizman, hrvatski slikar, scenograf i pedagog
- Tomislav Ladan, hrvatski romanopisac
- Tomislav Marić, hrvatski nogometaš
- Tomislav Merčep, hrvatski političar
- Tomislav Mikulić, hrvatski nogometaš
- Tomislav Miličević, hrvatski glazbenik
- Tomislav Mužek, hrvatski tenor
- Tomislav Nikolić, srpski političar
- Tomislav Petrak, hrvatski političar
- Tomislav Pinter, hrvatski filmski snimatelj
- Tomislav Pondeljak, australsko-hrvatski nogometaš
- Tomislav Sertić, hrvatski general
- Tomislav Smoljanović, hrvatski veslač
- Tomislav Šokota, hrvatski nogometaš
- Tomislav Višević, hrvatski nogometaš
- Tomislav Uzelac, hrvatski programer
- Tomisław Tajner, poljski skakač na skijama